# Steam Awards
Les Steam Awards est un événement annuel récompensant les jeux vidéo selon le vote des utilisateurs de Steam, le service de distribution de jeux vidéo de Valve. La première cérémonie a eu lieu en 2016.

## Format
Les Steam Awards se déroulent en deux phases. Dans la première phase, Valve sélectionne un certain nombre de catégories, atypiques de celles utilisées dans les récompenses de jeu, et permet à tout utilisateur Steam enregistré de sélectionner un jeu disponible sur Steam pour cette catégorie. Valve examine ensuite les nominations, puis sélectionne les cinq premières correspondances pour le vote final. Ces nominations sont ensuite présentées aux utilisateurs Steam, leur donnant la possibilité de voter dans chaque catégorie. À la suite de cela, Valve annonce les gagnants. Les périodes de nomination et de vote des jeux coïncident avec les ventes annuelles d'automne et d'hiver de Steam,.

## Prix

### 2016
Le processus de nomination s'est déroulé du 23 au 29 novembre 2016. Le vote a eu lieu du 22 au 30 décembre 2016, et les gagnants ont été annoncés le 31 décembre 2016. Valve a déclaré avoir reçu environ 15 millions de votes.
| Le prix « même les méchants ont besoin de réconfort »                                                                    | Le prix « Je l’ai toujours su »                                                                          |
| --- | --- |
| - Portal 2 - Borderlands 2 - Dead by Daylight - Far Cry 3 - Far Cry 4                                                    | - Euro Truck Simulator 2 - Paladins - Starbound - Stardew Valley - Unturned                              |
| Le prix « Test du temps »                                                                                                | Le prix « Encore 5 minutes »                                                                             |
| - The Elder Scrolls V: Skyrim - Age of Empires II: HD Edition - Sid Meier's Civilization V - Team Fortress 2 - Terraria  | - Counter-Strike: Global Offensive - Rocket League - Sid Meier's Civilization VI - Fallout 4 - Terraria  |
| Le prix « Ah la vache ! »                                                                                                | Le prix « Jeu dans le jeu »                                                                              |
| - Grand Theft Auto V - BioShock Infinite - Doom (2016) - Metal Gear Solid V: The Phantom Pain - The Witcher 3: Wild Hunt | - Grand Theft Auto V - Garry's Mod - The Stanley Parable - Tabletop Simulator - The Witcher 3: Wild Hunt |
| Le prix « C'est pas moi qui pleure, c'est mes yeux »                                                                     | Le prix « Les animaux de la ferme »                                                                      |
| - The Walking Dead - Life is strange - To the Moon - This War of Mine - Undertale                                        | - Goat Simulator - Ark: Survival Evolved - Blood Bacon - Farming Simulator 17 - Stardew Valley           |
| Le prix « Boom Boom » | Le prix « Je t'aime, moi non plus »                                                                      |
| - Doom (2016) - BroForce - Just Cause 3 - Keep Talking and Nobody Explodes - Kerbal Space Program                        | - Dark Souls III - Darkest Dungeon - Dota 2 - Geometry Dash - Super Meat Boy                             |
| Le prix « Asseyez-vous et détendez-vous »                                                                                | Le prix « C'est mieux avec des amis »                                                                    |
| - Euro Truck Simulator 2 - Abzu - Cities: Skylines - Mini Metro - Viridi                                                 | - Left 4 Dead 2 - Don't Starve Together - Gang Beasts - Golf With Your Friends - Magicka                 |

### 2017
Le processus de nomination s'est déroulé du 22 au 28 novembre 2017. Le vote a eu lieu du 20 décembre 2017 au 2 janvier 2018, les gagnants ont été annoncés le 3 janvier,.
| Le prix « L'aventure dont vous êtes le héros »                                                                                               | Le prix « À bout de souffle »                                                                                           |
| --- | --- |
| - The Witcher 3: Wild Hunt - Dishonored 2 - Divinity: Original Sin II - Life Is Strange: Before the Storm - The Walking Dead: A New Frontier | - PlayerUnknown's Battlegrounds - Alien: Isolation - The Evil Within 2 - Outlast 2 - Resident Evil 7: Biohazard         |
| Le prix « Amour indéfectible » | Le prix « Suspension d'incrédulité »                                                                                    |
| - Warframe - Crusader Kings 2 - Team Fortress 2 - Titan Quest - Path of Exile                                                                | - Rocket League - Goat Simulator - Saints Row IV - South Park : L'Annale du destin - Wolfenstein II: The New Colossus   |
| Le prix « Le monde est assez lugubre, vivons tous en harmonie »                                                                              | Le prix « Pas de remords »                                                                                              |
| - Stardew Valley - Abzû - Cities: Skylines - Slime Rancher - To the Moon                                                                     | - The Witcher - HuniePop - Gothic 2 - Mount and Blade: Warband - Rust                                                   |
| Le prix « Indescriptible » | Le prix « Pas de quartier ! Déchaînez les chiens de la guerre ! »                                                       |
| - Garry's Mod - Antichamber - Doki Doki Literature Club! - Pony Island - The Stanley Parable                                                 | - Just Cause 3 - Broforce - La Terre du Milieu : L'Ombre de la guerre - Red Faction: Guerrilla - Total War: Warhammer 2 |
| Le prix « Hante mes rêves » | Le prix « L'âme de Vitruve »                                                                                            |
| - Counter-Strike: Global Offensive - Dark Souls III - Dota 2 - Factorio - Sid Meier's Civilization VI                                        | - Rise of the Tomb Raider - Bayonetta - Hellblade: Senua's Sacrifice - I Am Bread - Nier: Automata                      |
| Le prix « Ah la vache ! Version 2.0 » | Le prix « Meilleure bande-son »                                                                                         |
| - The Evil Within 2 - Antichamber - CPU Invaders - Hotline Miami - Luna                                                                      | - Cuphead - Crypt of the NecroDancer - Nier: Automata - Transistor - Undertale                                          |
| Le prix « Encore mieux que prévu » | |
| - Cuphead - Assassin's Creed Origins - Call of Duty: WWII - Hollow Knight - Sonic Mania                                                      | |

### 2018
Le processus de nomination a commencé le 21 novembre 2018. Les finalistes ont été dévoilés en décembre, et les gagnants ont été annoncés lors d'une diffusion en direct sur Steam.tv le 8 février 2019,,.
| Le prix « Jeu de l'année »                                                                                                 | Le prix « Jeu VR de l'année » |
| --- | --- |
| - PlayerUnknown's Battlegrounds - Monster Hunter: World - Kingdom Come: Deliverance - Hitman 2 - Assassin's Creed Odyssey  | - The Elder Scrolls V: Skyrim VR - VRChat - Beat Saber - Fallout 4 VR - Superhot VR                                                                        |
| Le prix « Amour indéfectible »                                                                                             | Le prix « Meilleur développeur » |
| - Grand Theft Auto V - Dota 2 - No Man's Sky - Path of Exile - Stardew Valley                                              | - CD Projekt Red - Bandai Namco Entertainment - Bethesda - Capcom - Digital Extremes - Klei - Paradox Interactive - Rockstar Games - Square Enix - Ubisoft |
| Le prix « Meilleur environnement »                                                                                         | Le prix « C'est mieux avec des amis » |
| - The Witcher 3: Wild Hunt - Subnautica - Shadow of the Tomb Raider - Far Cry 5 - Dark Souls III                           | - Tom Clancy's Rainbow Six: Siege - Counter-Strike: Global Offensive - Payday 2 - Dead by Daylight - Overcooked 2                                          |
| Le prix « Meilleure réécriture de l'Histoire »                                                                             | Le prix « Plus amusant avec une machine » |
| - Assassin's Creed Odyssey - Wolfenstein II: The New Colossus - Hearts of Iron 4 - Sid Meier's Civilization VI - Fallout 4 | - Rocket League - Euro Truck Simulator 2 - Nier: Automata - Factorio - Space Engineers                                                                     |

### 2019
Le processus de nomination a commencé le 26 novembre 2019. Les finalistes ont été dévoilés à partir du 11 décembre 2019, avec une catégorie par jour. Contrairement aux années précédentes, l'admissibilité aux récompenses était limitée par la date de sortie, seuls les jeux sortis après novembre 2018 pouvaient être nommés, à l'exception pour la catégorie « Amour indéfectible »,. Les utilisateurs ont pu voter du 19 au 31 décembre, les gagnants étant annoncés le dernier jour.
| Le prix « Jeu de l'année »                                                                                    | Le prix « Jeu VR de l'année »                                                                        |
| --- | --- |
| - Sekiro: Shadows Die Twice - Destiny 2 - Devil May Cry 5 - Resident Evil 2 - Star Wars Jedi: Fallen Order    | - Beat Saber - Blade and Sorcery - Borderlands 2 VR - Five Nights at Freddy's VR: Help Wanted - Gorn |
| Le prix « Amour indéfectible »                                                                                | Le prix « C'est mieux avec des amis »                                                                |
| - Grand Theft Auto V - Counter-Strike: Global Offensive - Dota 2 - Tom Clancy's Rainbow Six: Siege - Warframe | - DayZ - Age of Empires II: Definitive Edition - Dota Underlords - Ring of Elysium - Risk of Rain 2  |
| Le prix « Gameplay le plus innovant »                                                                         | Le prix « Jeu à l'histoire exceptionnelle »                                                          |
| - My Friend Pedro - Baba Is You - Oxygen Not Included - Planet Zoo - Slay the Spire                           | - A Plague Tale: Innocence - Disco Elysium - Far Cry New Dawn - Gears 5 - GreedFall                  |
| Le prix « Meilleur jeu auquel vous êtes nul »                                                                 | Le prix « Style visuel exceptionnel »                                                                |
| - Mortal Kombat 11 - Code Vein - Hunt: Showdown - Mordhau - Remnant: From the Ashes                           | - Gris - Astroneer - Katana Zero - Subnautica: Below Zero - Total War: Three Kingdoms                |

### 2020
Le processus de nomination a été effectif entre le 25 novembre 2020 et le 1er décembre 2020. La liste des nommés de chaque catégorie a été publiée le 22 décembre, le 2e vote est effectif du 22 décembre au 3 janvier, 19 h (UTC+1, heure de Paris). Dans cette édition, les jeux sortis après le 3 décembre 2019 sur Steam sont comptabilisés (à l'exception de la catégorie « Amour indéfectible » qui n'a pas de date limite.), d'où la présence de Red Dead Redemption 2 et de Battlefield V dans le classement.
| Le prix « Jeu de l'année »                                                                                      | Le prix « Jeu VR de l'année »                                                                              |
| --- | --- |
| - Red Dead Redemption II - Hades - Doom Eternal - Fall Guys: Ultimate Knockout - Death Stranding                | - Half-Life: Alyx - Phasmophobia - The Room VR : A Dark Matter - Thief Simulator VR - Star Wars: Squadrons |
| Le prix « Amour indéfectible »                                                                                  | Le prix « C'est mieux à plusieurs »                                                                        |
| - Counter-Strike: Global Offensive - Among Us - Terraria - The Witcher 3: Wild Hunt - No Man's Sky              | - Fall Guys - Sea of Thieves - Borderlands 3 - Deep Rock Galactic - Risk of Rain 2                         |
| Le prix « Style visuel d'exception »                                                                            | Le prix « Gameplay le plus innovant »                                                                      |
| - Ori and the Will of the Wisps - Battlefield V - There is No Game - Marvel's Avengers - Black Mesa             | - Death Stranding - Control - Superliminal - Noita - Teardown                                              |
| Le prix « Meilleur jeu auquel vous êtes une nullité »                                                           | Le prix « Meilleure B.O. »                                                                                 |
| - Apex Legends - Crusader Kings 3 - Ghostrunner - FIFA 21 - GTFO                                                | - Doom Eternal - Halo: The Master Chief Collection - Helltaker - Need for Speed Heat - Persona 4 Golden    |
| Le prix « Jeu à l'histoire exceptionnelle »                                                                     | Le prix « Moment détente »                                                                                 |
| - Red Dead Redemption II - Detroit: Become Human - Mafia: Definitive Edition - Metro Exodus - Horizon Zero Dawn | - Les Sims 4 - Microsoft Flight Simulator - Satisfactory - Untitled Goose Game - Factorio                  |

### 2021
| Le prix « Jeu de l'année »                                                                                            | Le prix « Jeu VR de l'année » |
| --- | --- |
| - Resident Evil Village - Valheim - New World - Cyberpunk 2077 - Forza Horizon 5                                      | - Cooking Simulator VR - Sniper Elite VR - Medal of Honor: Above and Beyond - I Expect You To Die 2 - Blair Witch VR                                                    |
| Le prix « Amour indéfectible »                                                                                        | Le prix « C'est mieux à plusieurs » |
| - Terraria - Dota 2 - Rust - Apex Legends - No Man's Sky                                                              | - It Takes Two - Valheim - Back 4 Blood - Halo Infinite - Crab Game |
| Le prix « Style visuel d'exception »                                                                                  | Le prix « Gameplay le plus innovant » |
| - Forza Horizon 5 - Psychonauts 2 - Subnautica: Below Zero - Little Nightmares 2 - Bright Memory: Infinite            | - Deathloop - Inscryption - 12 Minutes - Moncage - Loop Hero |
| Le prix « Meilleur jeu auquel vous êtes une nullité »                                                                 | Le prix « Meilleure B.O. » |
| - Nioh 2 - World War Z - Naraka: Bladepoint - Age of Empires IV - Battlefield 2042                                    | - Les Gardiens de la Galaxie - NieR Replicant ver.1.22474487139... - Persona 5 Strikers - Guilty Gear Strive - Demon Slayer: Kimetsu no Yaiba - The Hinokami Chronicles |
| Le prix « Jeu à l'histoire exceptionnelle »                                                                           | Le prix « Moment détente » |
| - Cyberpunk 2077 - Resident Evil Village - Life Is Strange: True Colors - Days Gone - Mass Effect: Édition Légendaire | - Farming Simulator 22 - Unpacking - Potion Craft - Townscaper - Dorfromantik                                                                                           |

### 2022
Le processus de nomination a eu lieu entre le 22 et 29 novembre 2022. La liste des nommés de chaque catégorie a été publiée le 18 décembre et le vote a eu lieu du 22 au 29 décembre. Les gagnants ont été annoncés le 3 janvier 2023.
| Le prix « Jeu de l'année » | Le prix « Jeu VR de l'année » |
| --- | --- |
| - Elden Ring - Call of Duty: Modern Warfare II - Dying Light 2 Stay Human - God of War - Stray                                            | - Hitman 3 - Among Us VR - Bonelab - Green Hell VR - Inside the Backrooms                                                           |
| Le prix « Amour indéfectible » | Le prix « C'est mieux à plusieurs »                                                                                                 |
| - Cyberpunk 2077 - Deep Rock Galactic - Dota 2 - No Man's Sky - Project Zomboid                                                           | - Raft - Call of Duty: Modern Warfare II - Monster Hunter Rise - MultiVersus - Ready or Not                                         |
| Le prix « Style visuel d'exception » | Le prix « Gameplay le plus innovant »                                                                                               |
| - Marvel's Spider-Man: Miles Morales - Bendy and the Dark Revival - Cult of the Lamb - Kena: Bridge of Spirits - Scorn                    | - Stray - Dome Keeper - Mount & Blade II: Bannerlord - Neon White - Teardown                                                        |
| Le prix « Meilleur jeu auquel vous êtes une nullité »                                                                                     | Le prix « Meilleure bande-son » |
| - Elden Ring - FIFA 23 - GTFO - Total War: Warhammer III - Victoria 3                                                                     | - Final Fantasy VII Remake Intergrade - Hatsune Miku: Project DIVA MegaMix+ - Metal: Hellsinger - Persona 5 Royal - Sonic Frontiers |
| Le prix « Jeu exceptionnel riche en récits »                                                                                              | Le prix « Moment de détente » |
| - God of War - A Plague Tale: Requiem - Marvel's Spider-Man - The Stanley Parable: Ultra Deluxe - Uncharted: Legacy of Thieves Collection | - Lego Star Wars: The Skywalker Saga - Disney Dreamlight Valley - Dorfromantik - PowerWash Simulator - Slime Rancher 2              |
| Meilleur jeu en déplacement | |
| - Death Stranding Director's Cut - Brotato - Marvel Snap - Vampire Survivors - Yu-Gi-Oh! Master Duel                                      | |

### 2023
Le processus de nomination a eu lieu entre le ? et ?. La liste des nommés de chaque catégorie a été publiée le 18 décembre et le vote a eu lieu du 22 au 2 janvier 2024. Les gagnants ont été annoncés le 3 janvier 2024.
| Le prix « Jeu de l'année »                                                                                          | Le prix « Jeu VR de l'année »                                                                      |
| --- | -------------------------------------------------------------------------------------------------- |
| - Baldur's Gate III - Resident Evil 4 - Hogwarts Legacy : L'Héritage de Poudlard - Lethal Company - EA Sports FC 24 | - Labyrinthine - Gorilla Tag - I Expect You To Die 3: Cog in the Machine - F1 23 - Ghosts of Tabor |
| Le prix « Amour indéfectible »                                                                                      | Le prix « C'est mieux à plusieurs »                                                                |
| - Red Dead Redemption II - Dota 2 - Deep Rock Galactic - Rust - Apex Legends                                        | - Lethal Company - Warhammer 40,000: Darktide - Party Animals - Sunkenland - Sons of the Forest    |
| Le prix « Style visuel d'exception »                                                                                | Le prix « Gameplay le plus innovant »                                                              |
| - Atomic Heart - High on Life - Cocoon - Darkest Dungeon II - Inward                                                | - Starfield - Your Only Move Is Hustle - Remnant 2 - Shadows of Doubt - Contraband Police          |
| Le prix « Meilleur jeu auquel vous êtes une nullité »                                                               | Le prix « Meilleure bande-son »                                                                    |
| - Sifu - Lords of the Fallen - Overwatch - EA Sports FC 24 - Street Fighter 6                                       | - The Last of Us Part I - Pizza Tower - Hi-Fi Rush - Persona 5 Tactica - Chants of Sennaar         |
| Le prix « Jeu exceptionnel riche en récits »                                                                        | Le prix « Moment de détente »                                                                      |
| - Baldur's Gate III - Resident Evil 4 - Star Wars Jedi: Survivor - Love Is All Around - Lies of P                   | - Dave the Diver - Train Sim World 4 - Coral Island - Cities: Skylines II - Portion Craft          |
| Le prix « Meilleur jeu sur Steam Deck »                                                                             | |
| - Hogwarts Legacy : L'Héritage de Poudlard - The Outlast Trials - Dredge - Diablo IV - Brotato                      | |